# Isla Parker
Isla Parker är en ö i Chile.   Den ligger i regionen Región de Magallanes y de la Antártica Chilena, i den södra delen av landet, 2 200 km söder om huvudstaden Santiago de Chile. Arean är 25,1 kvadratkilometer.
Terrängen på Isla Parker är lite kuperad. Öns högsta punkt är 296 meter över havet. Den sträcker sig 8,4 kilometer i nord-sydlig riktning, och 8,4 kilometer i öst-västlig riktning.